# Yves De Brabander
Yves De Brabander (Blankenberge, 11 april 1976) is een Belgisch fotograaf, artdirector van het modelabel Cedric Jacquemyn en store manager van de Ann Demeulemeester Flagship store. De Brabander woont en werkt in Antwerpen.

## Biografie
Yves De Brabander, 11 april 1976, verhuisde op achttienjarige leeftijd van Blankenberge naar Antwerpen om er fotografie te studeren. Hij studeerde in 1998 cum laude af aan Sint Lucas Antwerpen als fotograaf. De Brabander vestigde zich definitief in Antwerpen en richtte in 2002 Photoaddict op om zijn artistiek werk onder te brengen.
Van 2004 tot 2009 was Yves De Brabander de vaste fotograaf van het Vlaams expertisecentrum voor seksuele gezondheid Sensoa. Werk van De Brabander uit deze periode is opgenomen in de UCLA Library Digital Collections, de digitale collectie van de Universiteit van Californië - Los Angeles.
In 2006 werden zijn foto’s opgenomen in het boek ‘VISIONS – Contemporary Male Photography’ van Bruno Gmünder, een anthologie van 25 jaar mannelijke erotische fotografie. Yves De Brabander werd als enige Belg tussen een 50-tal internationaal gerenommeerde fotografen geselecteerd.
Op het Culture For Tolerance Festival te Krakau, Polen in 2008, stelde Yves De Brabander samen met kunstenaar Dave Schweitzer het project Ecce Homo voor. Het duoproject is een serie levensgrote foto's waarin heiligen en mythologische figuren, zoals Sint-Sebastiaan, Apollo’s stervende minnaar Hyacinthus en Christus in de armen van Maria, tot leven worden gebracht. Het werk Saint Sebastian werd in 2011 tentoongesteld in Miami op Art Basel Miami Beach en opgenomen in het boek Art and Religion in the 21st Century (Thames & Hudson).
De Brabander leerde in 2008 zijn partner modeontwerper Cedric Jacquemyn kennen en samen richtten ze in 2010 het avant-gardistisch mannenlabel Cedric Jacquemyn op. Naast zijn werk als artdirector en huisfotograaf voor het label, is De Brabander verantwoordelijk voor de commerciële en administratieve kant ervan. In de zomer van 2010 fotografeerde De Brabander de campagne voor de eerste collectie van Cedric Jacquemyn, The Last Glacier, in IJsland. De inspiratie voor zowel de campagne als de collectie waren de kwetsbaarheid van gletsjers en klimaatverandering. De creatieve dialoog van het duo tekende de evolutie en geschiedenis van het label tot wat het nu geworden is. De Brabander zei hierover dat hij en Jacquemyn van dezelfde dingen houden, maar ze anders bekijken. Cedric de voeler, hij de denker.

## Stijl en werk
Het werk van Yves De Brabander wordt omschreven als trashy, dromerig en minimalistisch. Intiem zonder te expliciet te worden. Thema's die in zijn werk vaak terugkomen zijn niche, fetisj, gaycultuur en censuur. De Brabander portretteert vaak jonge mannelijke modellen, doorgaans naakt of bijna naakt. De Brabander omschrijft het naakt portreteren van zijn modellen niet als iets seksueel, maar als een vorm van kwetsbaarheid. Hij benadert de modellen als op een onbewaakt moment en observeert bewegingen en situaties. Zijn stijl refereert naar klassieke schilderkunst en oude meesters.  Bij het afrdukken van zijn werk hanteert De Brabander een losse stijl waarbij hij foto's monteert als collage op houten panelen of een beeld vouwt en scheurt.
Al in vroeg werk, zoals zijn eerste soloproject Settled for Nothing Now (2004) en Hotel Suite # (2007), worden voor hem typerende eigenschappen als minimalisme en homo-erotiek op een poëtische manier weergegeven. 
In zijn reeks Bring The Boys Back Home (2012) bevraagt De Brabander de positie van het naakte mannenlichaam in kunstfotografie en refereert hij naar de traditie om naakte mannen voor te stellen als martelaren en krijgers.
De installatie Shadows of Liberty (2017) is een reeks levensgrote foto's die met de hand werden ingeschilderd. De houding van de modellen en de kleuren verwijzen naar het trage oxidatieproces van bronzen standbeelden in de publieke ruimte. De reeks werd gemaakt bij Cedric Jacquemyn's collectie Geworfenheit waarin kledingstukken uit koperstof hetzelfde oxidatieproces ondergingen.
Naast zijn werk als fotograaf heeft Yves De Brabander een reeks videowerk. Deze vaak korte, semi-erotische scenes kunnen als een verlengstuk van zijn fotografisch werk beschouwd worden. Zijn video Fra Upphafi til Enda (From beginning until the end, 2011), die hij in IJsland opnam, werd getoond op het ASVOFF filmfestival in Parijs.
Werk uit de reeksen Bring the Boys Back Home en Shadows of Doubt werd in 2023 opgenomen in de hedendaagse collectie van MA-g, The Museum of Avant-garde, in Zwitserland.
In september 2023 cureerde de Brabander met Eric LeRouge de groepstentoonstelling Désir in de Berlijnse galerie instinct.berlin. Naast eigen werk, zoals Ethos-Pathos, werd er werk getoond van onder meer Florian Hetz, Gio Black Peter en Stuart Sandford.
Werk van Yves de Brabander werd in 2023 opgenomen in de derde editie van Kavla #3: Slaughterhouse, een publicatie van The Queer Archive.
In april 2024 publiceerde de Brabander zijn eerste monografie COME CLEAN bij de Oostenrijkse uitgeverij Paper Affairs Publishers. De vier hoofdstukken presenteren fotografisch werk rond het mannelijke lichaam met verwijzingen naar religieuze beelden en klassieke meesters, maar ook naar arthouse-cinema en Film Noir. De inleiding werd voorzien door kunstenaar en auteur Slava Mogutin. Het boek werd in mei voorgesteld in de Antwerpse galerie CASSTL.

## Tentoonstellingen (selectie)
- Exposición colectiva CARNE SAGRADA, Manos Amigues, curated by Slava Mogutin, Mexico-Stad, Mexico, 2024
- Désir, groepstentoonstelling, instinct.berlin, Berlijn, Duitsland, 2023
- Gay Propaganda, Tom of Finland Foundation, curated by Slava Mogutin, Londen, Verenigd Koninkrijk, 2022[15]
- Bring the Boys back Home, online show, The Little Black Gallery London, Londen, Verenigd Koninkrijk, 2022[16]
- Geworfenheit, Cedric Jacquemyn showroom, Parijs, Frankrijk, 2018
- Shadows of Liberty, Cedric Jacquemyn showroom, Parijs, Frankrijk, 2017
- Here is no Border only Dust, Cedric Jacquemyn showroom, Parijs, Frankrijk, 2016
- Saint-Sebastian 1530-2011, Edelman Gallery, New York, Verenigde Staten, 2012
- Up against it, Munch Gallery, New York, Verenigde Staten, 2012
- Saint-Sebastian 1530-2011, Art Basel, Miami Beach, Verenigde Staten, 2011
- Fra Upphafi til Enda, ASVOFF, Parijs, Frankrijk, 2011
- Enter 1, Munch Gallery, New York, Verenigde Staten, 2011
- Instant. Fearless Project #2, La Petite Mort Gallery, Ottawa, Canada, 2010
- Ecce Homo, Galeria Pauza, Krakau, Polen , 2008
- Yves De Brabander (screening), Barinn, Reykjavik, IJsland , 2007
- VISIONS – Contemporary Male Photography, Bruno's, Berlijn, Duitsland, 2004

## Publicaties
- de Brabander, Yves: COME CLEAN, Paper Affairs Publishers, 2024. ISBN 978-3-9504709-7-0